# Modulationsfehlerrate
Das Modulationsfehler-Verhältnis, auch:  Modulationsfehlerhäufigkeit , englisch Modulation Error Ratio, abgekürzt MER, ist in der Nachrichtentechnik ein Maß für die Qualität von digitalen Modulationsverfahren. Sie wird vor allem in der digitalen Fernsehtechnik (DVB) angewendet.
Fehler bei der digitalen Modulation lassen sich grafisch in der komplexen Ebene eines Konstellationsdiagrammes durch Abweichungen von den idealen Konstellationspunkten ausdrücken, welche durch Störgrößen wie Rauschen bedingt sind. Die Konstellationspunkte stellten im Rahmen der digitalen Modulation die eingesetzten Symbole dar.
Formal lässt sich die Modulationsfehler-Verhältnis ausdrücken als Relation zwischen dem Effektivwert des modulierten Signals {\displaystyle U_{\mathrm {RMS} }} und dem Effektivwert der Störsignale {\displaystyle U_{\mathrm {err} }} zu den zeitdiskreten Abtastzeitpunkten über eine Folge von {\displaystyle N} Symbolen:
{\displaystyle MER_{\mathrm {RMS} }={\frac {U_{\mathrm {RMS} }}{\sqrt {{\frac {1}{N}}\cdot \sum _{n=0}^{N-1}{{U_{\mathrm {err} }}_{n}}^{2}}}}}
Im Konstellationsdiagramm wird das n-te Sendesymbol durch das Koordinatenpaar {\displaystyle (I_{n},Q_{n})} ausgedrückt. Das n-te Empfangssymbol {\displaystyle ({\tilde {I}}_{n},{\tilde {Q}}_{n})} ist die Überlagerung des Sendesymbols mit dem Fehlervektor {\displaystyle (\delta I_{n},\delta Q_{n})}, wobei der Fehlervektor die Distanz zwischen Empfangs- und Sendesymbol ist. Bezogen auf die Koordinatendarstellung wird das MER wie folgt berechnet:
{\displaystyle MER_{\mathrm {RMS} }={\frac {\sum _{n=1}^{N}(I_{n}^{2}+Q_{n}^{2})}{\sum _{n=1}^{N}(\delta I_{n}^{2}+\delta Q_{n}^{2})}}}
Üblicherweise wird die MER als logarithmisches Maß in Dezibel ausgedrückt als:
{\displaystyle MER_{\mathrm {dB} }=10\cdot \log \left(MER_{\mathrm {RMS} }\right)}
Das Modulationsfehler-Verhältnis ist dabei grundsätzlich kleiner als das Signal-Rausch-Verhältnis.
Fälschlicherweise wird das Modulationsfehler-Verfältnis oft als Modulationsfehlerrate bezeichnet (Ursprung: Verwechslung von „ratio“ mit „rate“), teilweise sogar in Handbüchern von professionellen Messgeräten. Da aber sowohl der Symbolvektor, als auch der Fehlervektor über den gleichen Zeitraum addiert werden, kürzt sich die Zeit aus der Formel, wodurch keine Zeiteinheit mehr vorhanden ist und es somit keine „Rate“ (die z. B. in Ereignisse/s angegeben wird), sondern das MER nur ein einfaches einheitenloses Verhältnis ist.